# Dacne bipustulata
Dacne bipustulata är en skalbaggsart som först beskrevs av Carl Peter Thunberg 1781.  Dacne bipustulata ingår i släktet Dacne, och familjen trädsvampbaggar. Arten är reproducerande i Sverige.